# Barrage d'Afulilo
Le barrage Afulilo est un barrage poids sur la rivière Afulilo, environ 3 kilomètres au sud de Ta'elefaga, dans le district de Va'a-o-Fonoti sur l'île Upolu des Samoa. Le but premier du barrage est la génération d'hydroélectricité, et il alimente une centrale de 4 MW. Il s'agit de la plus grande centrale hydroélectrique (en termes de capacité installée) des Samoa. Le projet fut étudié à partir de 1980, la construction commença en 1990 et la centrale fut mise en service en 1993. Le financement du projet, qui coûta 26,6 millions de dollars, fut apporté par des bourses et des prêts de la Banque mondiale, la Banque asiatique de développement, l'Association internationale de développement, la Banque européenne d'investissement, et la Communauté économique européenne.

## Centrale hydroélectrique de Ta'elefaga
L'eau du barrage de 66 mètres de haut est envoyée dans un tuyau d'amenée de 2,5 kilomètres de long avant de s'écouler dans une conduite forcée de 1,4 kilomètre. La conduite s'arrête à la centrale hydroélectrique de Ta'elefaga où l'eau fait tourner deux turbines Pelton de 2 MW. Le dénivelé entre le réservoir et la centrale permet une charge (chute d'eau) de 310 mètres. La possibilité d'ajouter une troisième turbine de 2 MW et d'élever le barrage de 1,7 mètre, ce qui agrandirait de moitié la capacité du barrage pour la porter à 15 millions de m3, sont actuellement en cours d'étude. En avril 2009, SMEC Holdings fut choisi par la Banque asiatique de développement pour étudier le projet.